# Alfredo Del Río
Alfredo Del Río (Alfredo Jesús Pérez; * 5. November 1932 in Buenos Aires; † 21. September 1978) war ein argentinischer Tangosänger.

## Leben und Wirken
Del Río debütierte zwölfjährig im Café El Arco Iris und trat später mit einem Orchester unter Leitung von Miguel Ángel Giordano auf. Von 1948 bis 1950 gehörte er dem Orchester Enrique Alessios an, danach arbeitete er zwei Jahre als Solist. 1952 engagierte ihn Pedro Laurenz für Aufnahmen beim Label Odeon. 1954 war er Nachfolger von Jorge Maciel in Alfredo Gobbis Orchester. Der zweite Sänger war Tito Landó. Bis 1956 entstanden mit diesem Orchester mehrere Aufnahmen beim Label Victor.
1956 wechselte Del Río zum Orchester Francisco Rotundos, mit dem einige Aufnahmen bei Odeon erschienen. Nach der Trennung von Rotundo bildete er 1957 ein Duo mit Eduardo Rovira, das jedoch nicht lange bestand. 1958 kehrte er zu Alfredo Gobbi zurück, dessen Orchester er nun bis 1959 angehörte. 1961 wurde er als Nachfolger von Alfredo Belusi Sänger in José Bassos Orchester, mit dem er drei Titel aufnahm. Der zweite Sänger des Orchesters war Floreal Ruiz. Mit dem Aufkommen der Rockmusik wurde das Interesse am Tango geringer, und Del Rio konnte nur noch sporadisch auftreten. Seinen letzten Auftritt hatte er, begleitet von dem Bandoneonisten Eduardo Cortti, zwei Tage vor seinem unerwarteten frühen Tod im Club de los muchachos de Villa Madero, wo er als letzten Titel Pedro Pombos Milonga La duda sang.

## Aufnahmen
mit Pedro Laurenz
- Cuando me entrés a fallar (von José María Aguilar und Celedonio Flores)
- La gayola (von Rafael Tuegols und Armando Tagini)
- Puente Alsina (von Benjamín Tagle Lara)
- Nunca es tarde (Todavía estás a tiempo) (von Eduardo Pereyra und Celedonio Flores)

mit Alfredo Gobbi
- El hijo cruel (von  Arturo Gallucci und Raúl Hormaza)
- Triste destino (von Agustín Magaldi und Antonio Tello)
- Por una muñeca (von Emilio Balcarce und Manuel Barros)
- A mis manos (von Alfredo Gobbi und Julio Camilloni)
- Un tango para Chaplin
- Que nadie sepa mi sufrir (mit Tito Landó)
- Lágrimas de sangre
- Te estaba esperando
- Sin madre
- Tuya (mit Tito Landó)
- El solitario (mit Tito Landó)
- Mi colegiala (mit Tito Landó)
- Dame tiempo (von Alberto Podestá, Cristóbal Ramos und Francisco Yoni)

mit Francisco Rotundo
- Dicha pasada
- Destino de flor
- Nunca es tarde
- Disfrazados

mit Eduardo Rovira
- Frente al espejo
- Yo quería ser feliz

mit José Basso
- Cobrate y dame el vuelto
- Una historia más
- Volver